# Prostitution à l'île Christmas
La prostitution à l'île Christmas est la place qu'occupe la prostitution sur l'île Christmas, principalement dans la population féminine.

## Description
L'île Christmas était, comme les îles Cocos, une colonie britannique et une partie de la colonie de Singapour. Après le transfert de souveraineté à l'Australie en 1958, la loi coloniale de Singapour est restée en vigueur sur l'île jusqu'en 1992. Le Territories Law Reform Act de 1992 a rendu la loi fédérale australienne et les lois des États d'Australie occidentale applicables à l'île Christmas.
De ce fait, la situation légale actuelle correspond à celle de l'Australie.